# 小泉辰之助

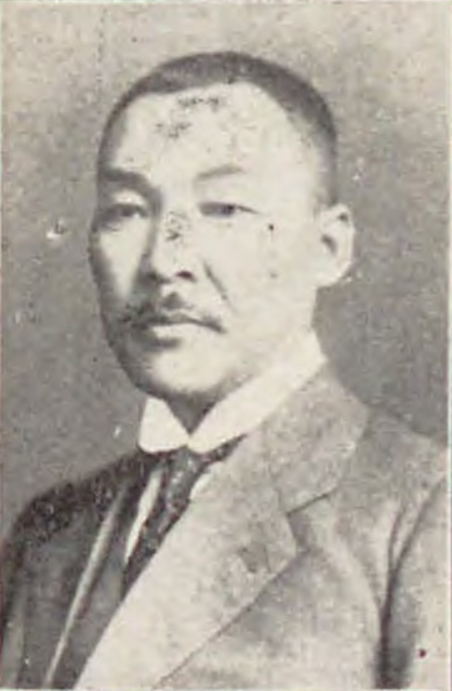
小泉辰之助

小泉 辰之助（こいずみ たつのすけ、1875年〈明治8年〉12月24日 - 1936年〈昭和11年〉5月29日）は、大正から昭和時代前期の政治家。衆議院議員。

## 経歴
青森県東津軽郡幸畑村（筒井村、筒井町を経て、現在の青森市）に生まれる。函館中学校を卒業し、警官、陸奥日報記者を経て、日月新聞を主宰後、政治家に転身する。1905年（明治38年）東平内村長となり、1909年（明治42年）まで在職。1907年（明治40年）には東津軽郡会議員、同議長を経て、1915年（大正4年）東津軽郡選挙区から青森県会に立候補し当選し、再選後議長に就任した。
県議に3選後の1924年（大正13年）5月の第15回衆議院議員総選挙では青森県第5区から政友本党所属で出馬し当選するが、選挙後の訴訟に敗れて失格した。その後は県議に当選し、議長に返り咲き、駒込川毒水排除や田代の競馬場への道路整備、青森市の墓地問題などに取り組んだ。議長在職中に死去した。ほか、地方農林会議員などを務めた。

## 親族
- 孫　：三浦雄一郎（スキー選手、登山家、獣医師）
- 曾孫 : 三浦豪太 （スキー選手、リレハンメル、長野五輪出場）